# Palazzo Reale di Torino
Palazzo Reale di Torino är ett palats i Turin i Italien. 
Det nuvarande palatset designades av Filippo Juvarra på uppdrag av regenten Christine av Frankrike 1637-1645. Det fungerade sedan som huvudresidens åt hertigarna av Savojen och sedan kungarna av Sardinien fram till Italiens enande 1860. 

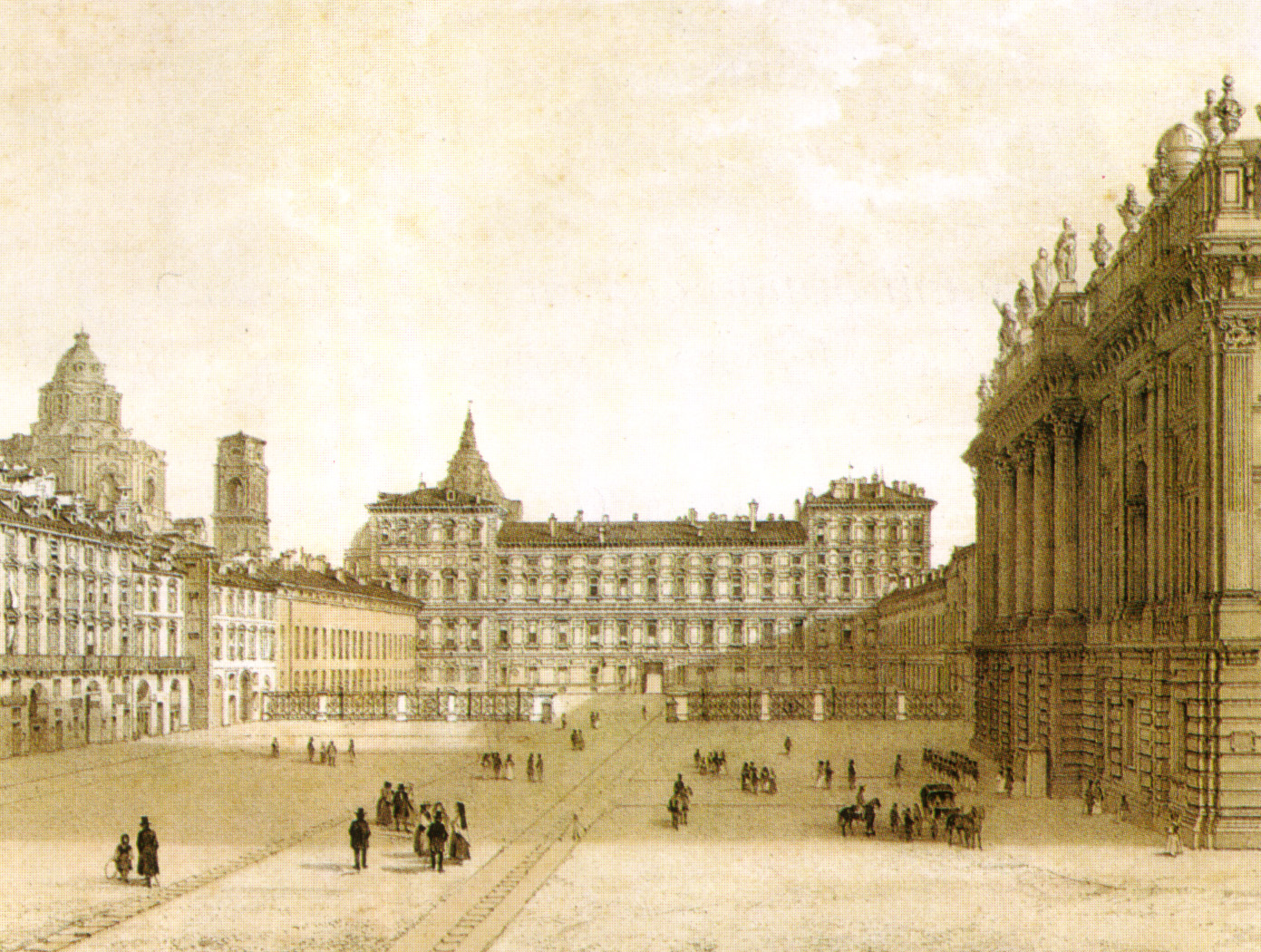
Piazza Castello i Turin.